# クローゼットフリークショー
『クローゼットフリークショー』は、1995年10月5日から1996年3月28日まで中京テレビで放送されていたバラエティ番組。全24回。

## 概要
当時やまだひさしらが結成していたパフォーマンスユニットクローゼット・フリークがメインを務めた深夜番組である。ユニット名とは異なり、番組タイトルに中黒は付かない。
番組は主に、クローゼット・フリークの2人によるコントコーナーと、日本国内のダンスミュージックランキングのコーナー、視聴者プレゼントの告知コーナーによって構成されていた。毎回のコントの終了後には、2人が衣装や被り物を着けたまま自身の楽曲収録メディアの宣伝をする姿もよく見受けられた。また、彼らは自ら番組の構成にも携わっていた。製作局の中京テレビのみで放送されたローカル番組であるが、収録は全て東京都内で行われていた。

## 放送時間
いずれも日本標準時。
- 木曜 24:45 - 25:15 （1995年10月5日 - 1995年10月26日） - 10月12日までは、日付変更前の時間帯に放送される特番の影響で30分遅れで放送。
- 木曜 25:15 - 25:45 （1995年11月2日 - 1996年3月28日） - 23:25枠で『鉄腕!DASH!!』がスタートしたことにより、以後は30分遅れで放送。

## 出演者
- TETSU （クローゼット・フリーク）
- YAMA （クローゼット・フリーク）
- 大槻りこ

## スタッフ
- 構成 - 大西憲司、柳村睦子、クローゼット・フリーク
- ブレーン - 魚崎哲二郎（ID bar）、オレンヂ、小泉雅史（remix）
- チャートデータ協力 - HMV渋谷、玉音堂
- スタイリスト - おぬまともこ
- 音楽効果 - 河手康良
- 技術 - （株）笠原
- 編集 - 森雄一（ベイサイドスタジオ）
- MA - 田辺邦明（ベイサイドスタジオ）
- 制作補 - 岩田和枝、竹見昌信（ソーイング）
- 演出補 - 原隆策
- 衣裳協力 - SCOOP
- 制作 - 風間一徳、高橋潔
- 演出 - 田中誠
- 制作著作 - 中京テレビ

## オープニングテーマ
- JUNK （クローゼット・フリーク）